# Cor Kieboom

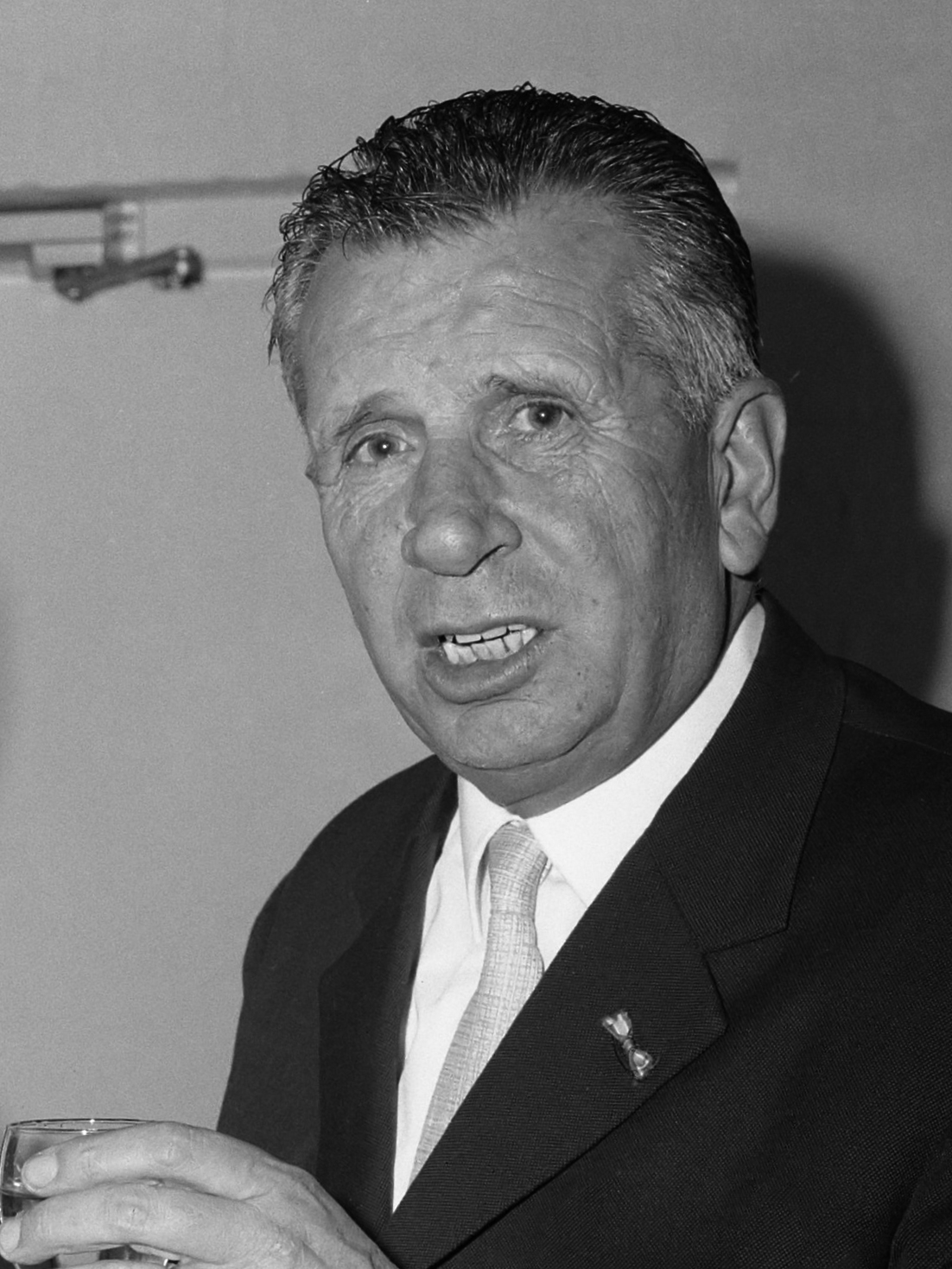
Cor Kieboom (1966)

Cornelis Rocus Johannes Kieboom (Raamsdonksveer, 10 februari 1901 - Rotterdam, 28 juli 1982) was voorzitter van de voetbalclub Feyenoord van 1939 tot 1967. 
Cor Kieboom was directeur van een kolen- en oliehandel. In 1944 raakte hij zwaargewond bij een bombardement; zijn rechterhand werd voor het leven verminkt. Kieboom bezat uiteenlopende talenten en was bovendien zeer strijdbaar. Ook was hij een erg eigenzinnige man, die als het nodig was opportunistisch kon zijn. Vandaar zijn beroemde uitspraak: "Waar staat geschreven dat ik consequent moet zijn?" Dat de naam Feyenoord in binnen- en buitenland een goede klank kreeg, was zijn verdienste. 
Hij werd in 1921 lid, maar bracht het nooit verder dan het zesde elftal. Hij probeerde het nog even bij een andere club, maar keerde in 1924 terug bij Feyenoord. Zijn verdiensten voor de club zouden op het bestuurlijke vlak liggen. Hij werd tweede penningmeester in het clubbestuur in 1926 en eerste penningmeester in 1927. Nadat hij op 26 juli 1935 was benoemd tot lid van Verdienste, werd hij in 1939 voorzitter. 
In zijn 27-jarig voorzitterschap vonden er voor zijn club en het voetbal in het algemeen, bijzondere gebeurtenissen plaats. Niet alleen de dreiging van de sloop van het Feijenoord-stadion, maar ook de invoering van het betaalde voetbal in Nederland, waarvan Kieboom zelf aan de wieg stond. Tijdens de beroemde 'slaapkamerconferentie' in het Utrechtse Hotel Terminus was het Kieboom die, samen met de voorzitters van Excelsior, Sparta en ADO, de bond ervan wist te overtuigen dat de invoering van het betaald voetbal een dringende noodzaak was. Dankzij Kieboom profiteerde Feyenoord optimaal van de invoering van het betaald voetbal in 1954. Met een uitgekiend transferbeleid legde hij de basis voor een nieuwe bloeiperiode.
Kieboom was van 1938 tot 1939 ook penningmeester van de Rotterdamse Voetbalbond. Op 9 januari 1939 werd hij Houder van het Bondsonderscheidingsteken van de KNVB, en in 1965 Ridder in de Orde van Oranje-Nassau. Toen Kieboom in verband met een ernstige maagaandoening in 1967 besloot af te treden als voorzitter, benoemde de club hem als unieke blijk van waardering tot erevoorzitter. In die hoedanigheid kon hij de meest succesvolle periode van zijn club, waarin Feijenoord onder meer de Europacup I van het seizoen 1969/70 en Wereldbeker in 1970 won, toch nog van dichtbij beleven. Kieboom overleed op 28 juli 1982, op 81-jarige leeftijd.

## Prijzen van Feyenoord tijdens zijn voorzitterschap
- Landskampioen: 
  - 1940, 1961, 1962, 1965
- Afdelingskampioen Eerste Klasse
  - 1940, 1943
- Bekerwinnaar: 
  - 1965